# Jeunesse sportive cugnalaise
La Jeunesse Sportive Cugnalaise (ou JS Cugnaux) est un club français de football fondé en 1935 et basé à Cugnaux dans la Haute-Garonne.
Le club évolue en championnat R2 (Division d'Honneur Régional) de la Ligue de football d'Occitanie.

## Histoire
Le club a été créé en 1935 par Jean Dardé. Entre les années 1950 et 2019, les joueurs de la JSC évoluaient au sein du stade Jean Dardé construit sous la présidence de Gabriel Laffon.
La Jeunesse Sportive Cugnalaise a fait partie de la Ligue de football de Midi-Pyrénées de 1935 à 2016. De nos jours, elle évolue au sein de la Ligue de football d'Occitanie.
La JSC Foot a disputé 6 saisons en CFA2 (actuel National 3) dont 3 saisons disputées de suite entre 2005 et 2008. Le club joue actuellement en Régional 2.
Les Cugnalais ont remporté la Coupe du Midi en 1989, 2004 et 2005. Les 32e de finales sont l'étape la plus importante atteinte par le club en Coupe de France lors de la saison 1942-1943.

## Palmarès
Le tableau suivant récapitule les performances de la JSC dans les différentes compétitions régionales et nationales depuis sa création en 1935.
| Compétitions régionales | Compétitions nationales |
| --- | --- |
| - Championnat de Division d'Honneur Midi-Pyrénées (4) - Champion : 1990, 1997, 2005 et 2009 - Championnat de Division d'Honneur Régional Midi-Pyrénées (1) - Champion : 1983 - Championnat de Promotion d'Honneur Midi-Pyrénées / Occitanie (4) - Champion : 1982, 1984, 2005 et 2022 - Championnat de Promotion de Ligue Midi-Pyrénées (1) - Champion : 2004 | - Championnat de National 2 - Vice-Champion : 1991 - Coupe de France - 32e de finale : 1942 - 7e tour : 2005 et 2011 - 5e tour : 2021 et 2022 |
| - Coupe de Midi-Pyrénées (3) - Champion : 1989, 2004 et 2005 | |

## Entraîneurs
Le tableau suivant récapitule les différents entraîneurs de la JSC Foot depuis la saison 1988-1989.
| Rang | Nom                     | Saisons                          |
| ---- | ----------------------- | -------------------------------- |
| 1    | Christian Lopez (1re)   | 1988-1989 à 1991-1992            |
| 2    | Patrick Feuillerat      | 1992-1993                        |
| 3    | Christian Lopez (2d)    | 1993-1994                        |
| 4    | Benoit Hyppolite        | 1994-1995 à 1995-1996            |
| 5    | Jean-Pierre Bonnet      | 1996-1997 à 1997-1998            |
| 6    | Alain Lafforgue         | 1998-1999 à 2001-2002            |
| 7    | Alain Gouaméné          | 2002 à novembre 2003             |
| 8    | Éric Taborda            | novembre 2003 - 2004 à 2009-2010 |
| 9    | William Prunier         | 2010-2011                        |
| 10   | Jean-Christophe Duchein | 2011-2012                        |
| -    | Jean-Louis Faure        | 2011-2012                        |

| Rang | Nom                          | Saisons               |
| ---- | ---------------------------- | --------------------- |
| 12   | David Welferinger            | 2012-2013             |
| 13   | Jean-Christophe Duchein (2d) | 2013-2014             |
| -    | Cyrille Lacombe              | 2013-2014             |
| 15   | Dalmiro Da Costa             | 2014-2015 à 2016-2017 |
| 16   | Laurent Valero               | 2015-2016 à 2016-2017 |
| 17   | Anthony Salvan               | juin à octobre 2017   |
| 18   | Francis Iphaine              | octobre 2017 -2018    |
| 19   | Donald Sié                   | 2018-2019 à 2019-2020 |
| 20   | Thomas Bossenec              | depuis 2020-2021      |
|      |                              |                       |
|      |                              |                       |

## Anciens joueurs
- Daniel Bravo[4]
- Donald-Olivier Sié[5]
- Éric Taborda (entraîneur joueur de 2003 à 2010)[6]
- Gaël Clichy[7]
- Christian Lopez[8]